# Šangajski svetski finansijski centar
Šangajski svetski finansijski centar (uprošćeni kineski: 上海环球金融中心; tradicionalni kineski: 上海環球金融中心; pinjin: Shànghǎi huánqiú jīnróng zhōngxīn, engleski: Shanghai World Financial Center) je supervisoki oblakoder u Šangaju. To je višenamenski oblakoder koji sadrži kancelarije, hotele, sale za konferencije, osmatračnice i tržne centre u prizemnim spratovima. Deo s hotelima, pod imenom Park Hyatt Shanghai, ima 175 soba i apartmana sredinom.
Dana 14. septembra 2007. oblakoder je dostigao visinu od 492.3 m i time postao najviša građevina u Kini, uključujući i Hong Kong, kao i treća najviša zgrada na svetu (uključujući nezavršene građevine).